# Bogna Bartosz
Bogna Bartosz (ur. w Gdańsku) – polska śpiewaczka (mezzosopran i kontralt).

## Życiorys
Absolwentka Akademii Muzycznej w Gdańsku. Studiowała również w Hochschule der Künste Berlin. W 1992 zdobyła I nagrodę na IX Międzynarodowym Konkursie Bachowskim w Lipsku. Śpiewała m.in. z Akademie für Alte Musik Berlin, Amsterdam Baroque Orchestra, Dresdner Philharmoniker, Israel Chamber Oschestra i Musica Antiqua Köln. Współpracowała m.in. z Philippe Herreweghe, Tonem Koopmanem, Krzysztofem Pendereckim i Helmuthem Rillingiem.